# /dev/zero
/dev/zero – wirtualne urządzenie w uniksopodobnych systemach operacyjnych, dostarczające tak zwanych null characters, czyli znaków o wartości równej 0 (znak NULL kodu ASCII, nie mylić ze znakiem cyfry "0" o wartości w kodzie ASCII równej 0x30). Najczęstsze użycie to dostarczanie znaków do nadpisywania danych. Jest również używane do tworzenia czystych plików o podanym rozmiarze.
Urządzenie /dev/zero jest źródłem danych, w przeciwieństwie do /dev/null, które nie pełni tej funkcji (każde zapytanie o odczyt danych z /dev/null zwraca od razu znacznik końca pliku).

## Przykład użycia
- Utworzenie wyzerowanego pliku przyklad o rozmiarze 100 kB za pomocą komendy dd:

```
dd if=/dev/zero of=przyklad bs=1k count=100
```